# 小行星8043
小行星8043（8043 Fukuhara）是一颗绕太阳运转的小行星，为主小行星带小行星。该小行星于1994年12月6日发现。

## 轨道参数
小行星8043的轨道半长轴为2.3343359 UA，离心率为0.096。